# Argochampsa
Argochampsa (betekent 'Argo krokodil', in verwijzing naar de mythologische Argo van Jason) is een geslacht van uitgestorven eusuchische Crocodylomorpha, gewoonlijk beschouwd als een gavialoïde krokodil, verwant aan moderne gavialen. Het leefde in het Paleoceen van Marokko. 

## Naamgeving
Benoemd door Hua en Jouve in 2004, is de typesoort Argochampsa krebsi, met de soortaanduiding benoemd naar Bernard Krebs.
Argochampsa is gebaseerd op holotype OCP DEK-GE 1201, een bijna complete schedel uit het Oulad Abdoun-bekken, in de buurt van Khouribga, Marokko.

## Beschrijving
Argochampsa had een lange smalle snuit en lijkt aquatisch te zijn geweest.
De schedel, vierhonderddrieëndertig millimeter lang, had een lange, smalle snuit en markeerde het als een longirostrine krokodil; de snuit maakte ongeveer zeventig procent van de lengte van de schedel uit. De premaxillae aan het uiteinde van de snuit waren naar beneden gericht en de punt enigszins vierkant, met de eerste paar tandposities in een rechte lijn loodrecht op de lengteas van de schedel. Er waren vijf tanden in elke premaxilla en zesentwintig in elke maxilla (het belangrijkste tanddragende bot van de bovenkaak). De neusbeenderen waren versmolten en er waren verschillende korte diastemas of hiaten in de rij tanden aan het uiteinde van de snuit. Meer recentelijk is materiaal teruggevonden van de onderkaak, nek- en ruggenwervels, het opperarmbeen en het pantser.

## Fylogenie
Hua en Jouve voerden een cladistische analyse uit met hun nieuwe taxon, en vonden dat Argochampsa een gavialoïde was, maar buiten de clade Gavialidae lag. Ze merkten op dat de snuitvorm van Argochampsa ongebruikelijk is onder krokodilachtigen, met alleen pholidosauriden en Terminonaris met gelijkvormige snuitpunten, en suggereerden dat deze bouw nauwkeurige occlusie mogelijk heeft vergemakkelijkt. Argochampsa leefde in een omgeving die overigens werd gedomineerd door dyrosauride mariene krokodilachtigen.
Argochampsa krebsi werd opgenomen in de studie over de fylogenetische verwantschappen van vermeende fossiele gavialoïden, gepubliceerd door Lee & Yates (2018). De auteurs achtten het zeer waarschijnlijk dat Argochampsa geen gavialoïde was, of zelfs maar een krokodil, maar eerder een lid van de clade van niet-krokodilachtige eusuchiërs die ook de geslachten Eogavialis, Eosuchus, Eothoracosaurus en Thoracosaurus omvatte.